# Гаврильское сельское поселение
Гаврильское се́льское поселе́ние — муниципальное образование в Павловском районе Воронежской области Российской Федерации.
Административный центр — село Гаврильск.

## География
Гаврильское сельское поселение (и село Гаврильск) находятся в 17 километрах к востоку от города Павловск; расположены на реке Гаврило.
Река протекает также через село Елизаветовка, расположенное в 5 километрах от Павловска. В настоящее время на территории села река существенно обмелела.

## История
Статус и границы сельского поселения установлены Законом Воронежской области от 15 октября 2004 года № 63-ОЗ «Об установлении границ, наделении соответствующим статусом, определении административных центров отдельных муниципальных образований Воронежской области».

## Население
| 2005  | 2006  | 2007  | 2008  | 2009  | 2010  | 2011  |
| ----- | ----- | ----- | ----- | ----- | ----- | ----- |
| 1504  | ↗1506 | ↘1501 | ↗1508 | →1508 | ↗1570 | ↘1565 |
| 2012  | 2013  | 2014  | 2015  | 2016  | 2017  | 2018  |
| ↘1549 | ↗1550 | ↘1539 | ↘1526 | ↘1489 | ↘1470 | ↘1450 |

## Состав сельского поселения
| № | Населённый пункт | Тип населённого пункта       | Население |
| - | ---------------- | ---------------------------- | --------- |
| 1 | Гаврильск        | село, административный центр | ↘929      |
| 2 | Каменск          | посёлок                      | ↗492      |
| 3 | Малая Казинка    | село                         | ↘60       |
| 4 | Царёвка          | село                         | ↘73       |